# Pontiac (Automarke)

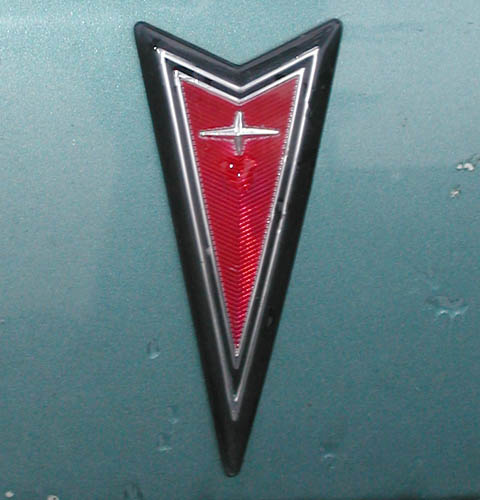
Pontiac-Logo

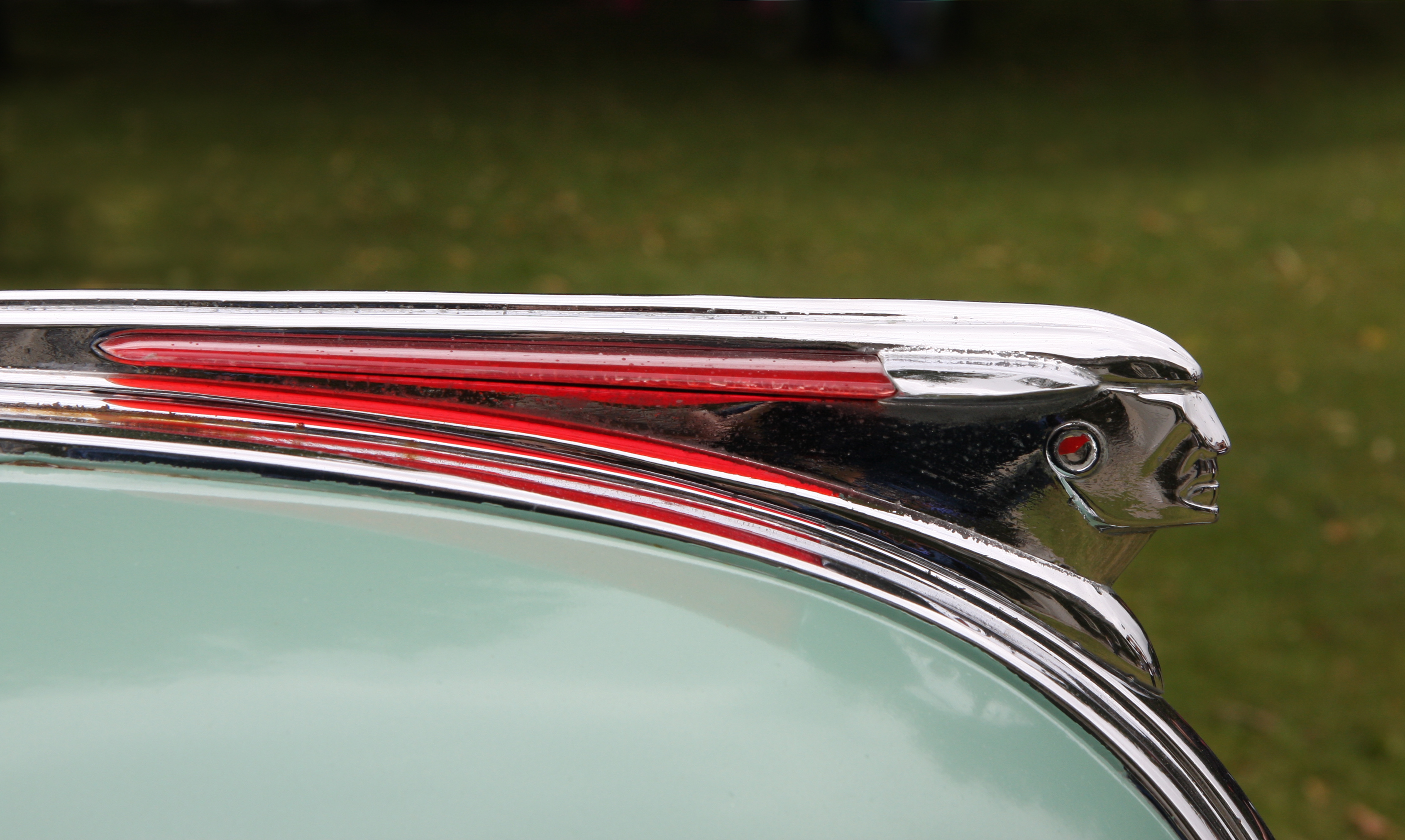
Chief Pontiac auf einem Pontiac von 1948

Pontiac war eine Automarke des US-amerikanischen Automobilkonzerns General Motors. Traditionell wurden unter dieser Bezeichnung sportliche Fahrzeuge im mittleren Preissegment hergestellt, die vor allem jüngere Kunden ansprechen sollten. Nach der Insolvenz von General Motors im Jahre 2009 und der damit verbundenen Umstrukturierung des Modellprogramms des Konzerns wurde die traditionsreiche Marke „Pontiac“ Ende des Jahres 2010 aufgegeben.

## Geschichte
Der Name „Pontiac“ wurde erstmals von den seit 1906 bestehenden Pontiac Spring & Wagon Works benutzt. Dieser Name geht auf Chief Pontiac zurück, einen Häuptling der Ottawa-Indianer, der im 18. Jahrhundert Anführer im Kampf gegen die damalige britische Kolonialherrschaft war. Die Oakland Motor Company von 1907 und die Pontiac Spring & Wagon Works Company fusionierten im November 1908 zur Oakland Motor Car Company. Im Januar 1909 erwarb General Motors die Hälfte der Anteile des Unternehmens und dann im Sommer, nach dem Tod von Edward P. Murphy, dem Gründer von Oakland, die restlichen Anteile. Die Fahrzeuge wurden zwischen 1908 und 1926 unter der Marke Oakland hergestellt. Das erste Fahrzeug der Marke Pontiac wurde 1926 von General Motors als eine billigere Variante des Oakland Motor Car herausgebracht. Pontiac war neben LaSalle, Marquette und Viking eine von vier neuen Marken von GM, mit der Lücken im Modellprogramm geschlossen werden sollten. Die anderen Marken wurden wieder aufgegeben, während Pontiac die Marke Oakland ab 1931 vollständig ersetzte.
In den folgenden 25 Jahren vertrat Pontiac im General-Motors-Konzern die bürgerliche Mittelklasse. Damit war Pontiac oberhalb von Chevrolet positioniert, wo die preisgünstigen Einstiegsmodelle angeboten wurden, aber unterhalb der gehobenen Marken Oldsmobile, Buick und Cadillac. Mitte der 50er Jahre geriet Pontiac unter Druck, als Chevrolet luxuriösere Wagen und auch erstmals einen V8-Motor anbot. Ein Ausweichen nach oben war nicht möglich, dort saßen schon die Konzernmarken Oldsmobile und Buick.
Pontiac wurde daraufhin als die Sportmarke von General Motors positioniert. Die Modelle Bonneville (1957), LeMans (1961), Grand Prix (1962), GTO (1964) und Firebird (1967) zeigten schon durch ihre Namensgebung den sportlichen Anspruch.
In den 60er Jahren war diese Konzeption sehr erfolgreich. Insbesondere der GTO wurde zu einem richtigen Trendsetter. In den 70er Jahren verschlechterten sich die Rahmenbedingungen. Verschärfte Abgasvorschriften führten zu einem Rückgang der Motorleistungen, worunter Pontiac als sportlich ausgerichtete Marke besonders litt. Die Ölkrise 1973/74 führte zu einem Einbruch der Nachfrage nach hubraumstarken Autos. Pontiac reagierte mit der Einführung kleinerer Modelle: Ventura 1971, Astre 1974, schließlich der T1000 1981, der kleinste Pontiac, der bis dahin gebaut worden war. Mit diesen Wagen ging die Markenidentität verloren, denn es waren alles nur leicht modifizierte Chevrolet-Modelle. Der T1000 basierte sogar auf dem deutschen Opel Kadett City.
In den 1980er und 1990er Jahren gelang es Pontiac, trotz diverser Versuche, nicht, an die Erfolge der 60er Jahre anzuknüpfen. Die straffe Rationalisierung im General-Motors-Konzern führte dazu, dass das Modellangebot aller Konzernmarken stark vereinheitlicht wurde. Die meisten Pontiac-Modelle dieser Epoche waren nur Ausstattungsvarianten von Modellen, die man in sehr ähnlicher Form auch als Chevrolet, Oldsmobile oder Buick kaufen konnte. Eine der wenigen Ausnahmen war der Mittelmotor-Sportwagen Pontiac Fiero (1983 bis 1988), doch dieser litt unter dem für einen Sportwagen ungeeigneten Vierzylindermotor und wurde auch kein Erfolg.
GM als Konzernmutter stellte im Rahmen ihrer Restrukturierungen die Produktion von Fahrzeugen der Marke Pontiac zum Jahresende 2009 ein und kündigte die vollständige Stilllegung der Marke „Pontiac“ bis zum Ende des Jahres 2010 an; nunmehr wird sich GM auf seine Kernmarken GMC, Buick, Cadillac und Chevrolet konzentrieren. Am 25. November 2009 wurde als letztes Modell in den USA ein weißer Pontiac G6 gefertigt, der in den regulären Handel ging; einzig die Fertigung des Pontiac G3 in Südkorea lief noch bis Ende 2009.

## Modelle

### Zeitleiste
Im Zeitraum von 1942 bis 1946 gab es aufgrund des Zweiten Weltkrieges nur eine eingeschränkte zivile Fahrzeugproduktion.
| Bauzeit               | Baureihe                              | Anmerkung | Bild |
| --------------------- | ------------------------------------- | --- | ---- |
| Kleinwagen            |                                       | |      |
| 1974–1977             | Pontiac Astre                         | Erstes kleines Modell von Pontiac auf Basis des Chevrolet Vega. |      |
| 1981–1987             | Pontiac T1000                         | Basiert auf dem Chevrolet Chevette bzw. Opel Kadett C. |      |
| 1984–1991, 1994–2000  | Pontiac Firefly                       | Abwandlung des Suzuki Swift. |      |
| 1988–1993             | Pontiac LeMans                        | Überarbeiteter Opel Kadett E. |      |
| 2002–2008             | Pontiac Wave                          | Endstand auf der Plattform T200 und T250, siehe Daewoo Kalos und Chevrolet Aveo. |      |
| 2009                  | Pontiac G3                            | Auf Basis des Chevrolet Aveo von GM Daewoo. |      |
| Kompaktklasse         |                                       | |      |
| 1979–1984             | Pontiac Phoenix                       | Schwestermodell des Chevrolet Citation. |      |
| 1981–1994             | Pontiac J2000 ab 1985 Pontiac Sunbird | Schwestermodell des Chevrolet Cavalier, wie dieser auf Basis des Opel Ascona C entstanden. |      |
| 1984–1988             | Pontiac Sunburst                      | Der Sunburst wurde vom Isuzu Gemini abgeleitet und später auch als Geo Spectrum angeboten. |      |
| 1995–2005             | Pontiac Sunfire                       | Der Sunfire ersetzte ab 1995 den Sunbird. Karosserieversionen: Stufenheck, Coupé und Cabrio. |      |
| 2002–2009             | Pontiac Vibe                          | Ein kompaktes Crossover-Modell. |      |
| 2004–2009             | Pontiac G5                            | In Kanada hieß der G5 Pontiac Pursuit und in Mexiko Pontiac G4. Er war der Nachfolger des Sunfire. Jedoch wurde vom G5 keine offene Variante angeboten. |      |
| Mittelklasse          |                                       | |      |
| 1960–1970             | Pontiac Tempest                       | Erstmals seit längerem wurde ab 1960 ein etwas kleineres Auto angeboten. Anfangs mit 3,2 Liter großem Vierzylindermotor, später auch mit 6 und 8 Zylindern. |      |
| 1961–1981             | Pontiac LeMans                        | Zunächst war der LeMans die Luxusversion des Tempest. Nach Einstellung dieses Modells im Jahr 1970 trug die ganze Baureihe diesen Namen. |      |
| 1962–2008             | Pontiac Grand Prix                    | Er wurde 1962 als ein sogenanntes „Personal luxury car“ eingeführt und war nur als Coupé verfügbar. 1988 kam die fünfte Generation auf den Markt, mit welcher der Grand Prix der Mittelklasse zugeordnet wird. Außerdem kam nun eine viertürige Stufenhecklimousine als zusätzliche Karosserie hinzu. |      |
| 1973–2004             | Pontiac Grand Am                      | Die beiden ersten Modellgenerationen waren sportlich aufgemachte Versionen des damaligen Mittelklassemodells Le Mans. Dagegen gehörten die von 1985 bis 2004 angebotenen Fahrzeuge (nach amerikanischen Maßstäben) zur unteren Mittelklasse, die als Nachfolger des Phoenix fungierten. |      |
| 1975–1980             | Pontiac Sunbird                       | Der erste Sunbird war ein Parallelmodell zum Chevrolet Monza, von dem er sich nur in Details unterschied, außerdem waren der Buick Skyhawk und der Oldsmobile Starfire baugleich. Alle genannten Modelle basierten auf der H-Plattform von General Motors. |      |
| 1981–1990             | Pontiac 6000                          | Nachfolger des LeMans, bei dem die Umstellung auf Frontantrieb erfolgte. Außer dem Coupé gab es noch eine Limousine sowie einen Kombi. Sein Schwestermodell war der Chevrolet Celebrity. |      |
| 2004–2009             | Pontiac G6                            | Der G6 war ein Mittelklassewagen, der im Herbst 2004 auf dem nordamerikanischen Automarkt eingeführt wurde. Er ersetzte den Grand Am und war neben Limousine und Coupé sogar als Cabriolet erhältlich. Im November 2009 wurde mit einem G6 die Gesamtproduktion der Marke Pontiac nach 103 Jahren beendet. |      |
| Full-Size             |                                       | |      |
| 1935–1951             | Pontiac Silver Streak                 | |      |
| 1949–1958             | Pontiac Chieftain                     | |      |
| 1953–1965             | Pontiac Star Chief                    | |      |
| 1955–1970             | Pontiac Executive                     | |      |
| 1956–1958             | Pontiac Super Chief                   | |      |
| 1957–2005             | Pontiac Bonneville                    | Der Bonneville war ein fast 50 Jahre lang gebautes Modell. Im Einzelnen bezeichnete Bonneville ein in kleinen Stückzahlen hergestelltes und leistungsstarkes Cabriolet (1957), eine Baureihe der Full-Size-Modelle von Pontiac, die in den meisten Jahren die Spitze der Modellpalette bezeichnete (1958 bis 1981) sowie eine kleinere Mittelklasse-Baureihe mit Hinterradantrieb als Nachfolger des Pontiac Le Mans (1981 bis 1986) und eine große Limousine mit Frontantrieb (1987 bis 2005).                                                                                      |      |
| 1958–1981             | Pontiac Catalina                      | Der Catalina war über zwei Jahrzehnte der klassische große Wagen von Pontiac. |      |
| 1959–1977             | Pontiac Ventura                       | |      |
| 1970–1978             | Pontiac Grand Safari                  | großer luxuriöser Kombi |      |
| 1971–1975             | Pontiac Grand Ville                   | Spitzenmodell der Full Size-Baureihe, oberhalb des Bonneville eingeordnet. 1976 zugunsten des Bonneville Brougham aufgegeben. |      |
| 1982–1986             | Pontiac Parisienne                    | Ursprünglich war der Parisienne ein Pontiac-Modell, das ausschließlich in Kanada verkauft wurde. Dort vermarktete Pontiac seit den späten fünfziger Jahren nicht die in den USA angebotenen Modelle, sondern Fahrzeuge, die Chevrolet-Technik und Pontiac-Karosserien miteinander verbanden, wobei die technische Verwandtschaft zwischen den full size-Autos der beiden Marken stets eng war. Diese Hybridmodelle trugen in der Regel auch eigene Namen, zum Beispiel Pontiac Laurentian (das kanadische Gegenstück zum Catalina) oder Pontiac Parisienne (Pendant zum Bonneville). |      |
| 1986–1989             | Pontiac Safari                        | 1986 nahm Pontiac die großen, hinterradgetriebenen Modelle der Baureihe Parisienne aus dem Programm, bot den Kombi aber unverändert weiterhin unter der Bezeichnung Safari an. Der Safari war das Parallelmodell von Chevrolet Caprice Kombi, Buick Electra Estate Wagon und Oldsmobile Custom Cruiser. Den Kombi gab es in einer einzigen Modellversion mit Fünfliter-V8 und Viergangautomatik bis Sommer 1989. In drei Jahren wurden 23.478 Stück im kanadischen Werk Oshawa gefertigt.                                                                                            |      |
| 2007–2009             | Pontiac G8                            | Letztes Oberklassemodell von Pontiac, von dem eigentlich noch ein Kombi und sogar ein sportlich ausgelegter Truck geplant waren. Aufgrund der Finanzkrise kam dieses ansonsten durchaus an alte Tugenden erinnernde Modell zu spät und es musste nach knapp zwei Jahren wieder eingestellt werden. |      |
| Sport Utility Vehicle |                                       | |      |
| 2001–2005             | Pontiac Aztek                         | Ein ungewöhnlich gestalteter SUV sollte Pontiac auch in dieser Klasse etablieren. Dies gelang jedoch nicht, was demnach im Jahr 2005 die Produktion des Aztek auslaufen ließ. |      |
| 2005–2009             | Pontiac Torrent                       | Nachfolger des Aztek. Angetrieben wurde der Torrent von einem 3,4-l-3400-Vortec-V6-Motor, der auch im Chevrolet Equinox Verwendung findet. Der Motor besitzt vier Ventile pro Zylinder, leistet 138 kW (188 PS) und ist komplett aus Aluminium gefertigt. Optional war der Torrent mit Allradantrieb erhältlich, Standardausstattung war aber Frontantrieb. |      |
| Vans                  |                                       | |      |
| 1990–1999             | Pontiac Trans Sport                   | Der Pontiac Trans Sport und seine Schwestermodelle Chevrolet Lumina APV und Oldsmobile Silhouette waren ein Trio von Vans des US-amerikanischen Automobilkonzerns General Motors, das 1990 auf den Markt kam. Auch in Europa versuchte man, Erfolg zu haben, was jedoch aufgrund schlechter Karosseriesteifigkeit und Qualitätsproblemen missglückte. |      |
| 1999–2008             | Pontiac Montana                       | Nachfolger des Trans Sport. Montana bezeichnete zunächst ein Optionspaket mit einer speziellen Verkleidung und Radausstattung. Erst mit der 2005 eingeführten Generation handelte es sich um ein völlig neues Fahrzeug. |      |
| Sportwagen            |                                       | |      |
| 1964–1974             | Pontiac GTO                           | Ein Muscle-Car und damit auch Trendsetter. Von 1964 bis 1971 war der GTO eine eigene Modellreihe, die vom Le Mans abgeleitet wurde. Erhältlich war er nur als zweitüriges Hardtop, Cabriolet (Convertible) und pillared Coupé (mit B-Säule) und großvolumigen V8-Motoren. 1964, 1972 sowie 1973 eine Ausstattungsvariante des Le Mans (Tempest, A-Plattform) und 1974 Sportversion des Pontiac Ventura (X-Plattform). |      |
| 1967–2002             | Pontiac Firebird                      | Über 30 Jahre lang war der Firebird ein erfolgreicher Sportwagen, der als Coupé sowie Cabriolet angeboten wurde und das Schwestermodell des Chevrolet Camaro (F-Plattform) darstellte. Zwischen 1982 und 1986 spielte die dritte Generation (s. Foto) eine Paraderolle als sprechendes Auto mit dem Namen K.I.T.T. in der Fernsehserie Knight Rider. Im August 2002 wurde aufgrund zuletzt immer weiter sinkenden Verkaufszahlen die Produktion des Firebird eingestellt. |      |
| 1983–1988             | Pontiac Fiero                         | Ein für amerikanische Verhältnisse kleiner Sportwagen mit Mittelmotor. Die gebauten Modelle umfassen den 2M4 (steht für 2 Sitze, Mittelmotor, 4 Zylinder), 2M6, SE, GT, Formula. Es gab eine Stufenheck- als auch eine Schrägheckvariante, wobei letztere erst 1986 eingeführt wurde. Alle Modelle hatten Klappscheinwerfer. |      |
| 2003–2006             | Pontiac GTO (2003)                    | Der neue GTO wurde in Australien gebaut und ist ein Schwestermodell des Holden Monaro. Die Neuinterpretation des einstigen Klassikers konnte nicht an alte Erfolge anknüpfen. |      |
| 2005–2009             | Pontiac Solstice                      | Ein relativ kleiner Sportwagen mit Frontmotor. Die Schwestermodelle waren der Saturn Sky und der Opel GT. Im Gegensatz zu diesen gab es vom Solstice auch ein Coupé, das jedoch nur ein halbes Jahr lang gebaut wurde. |      |

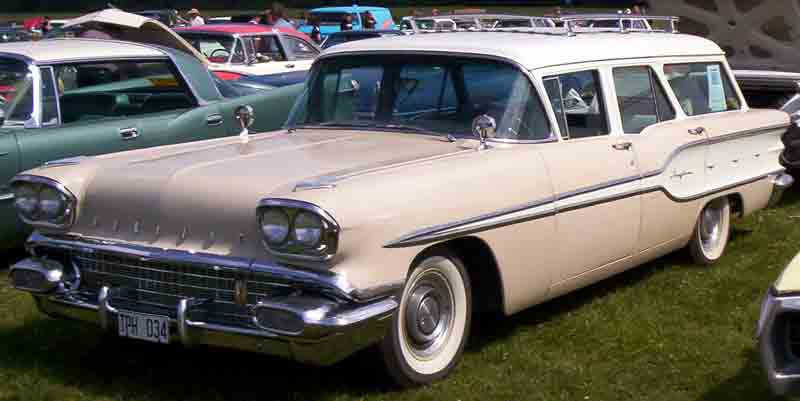
Pontiac Chieftain Safari (1958)
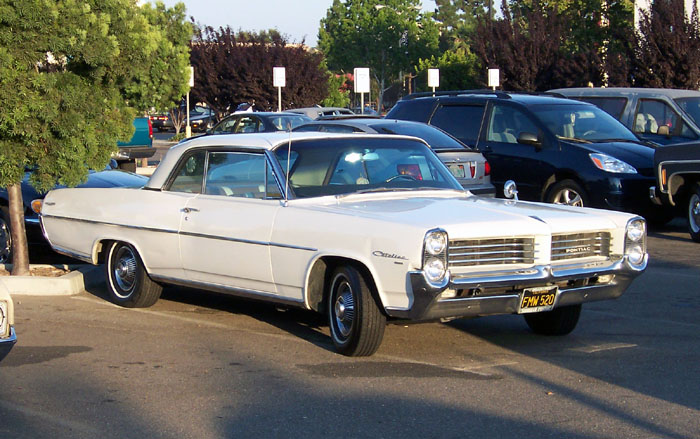
Pontiac Catalina (1964)
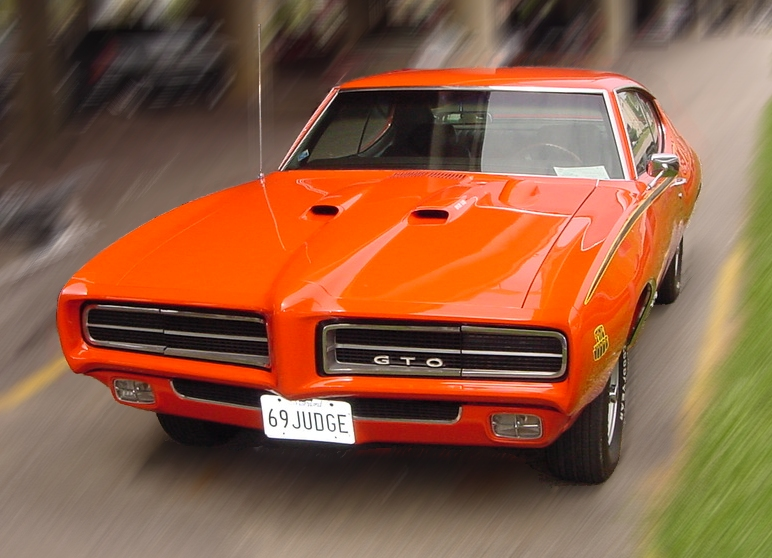
Pontiac GTO (1969)
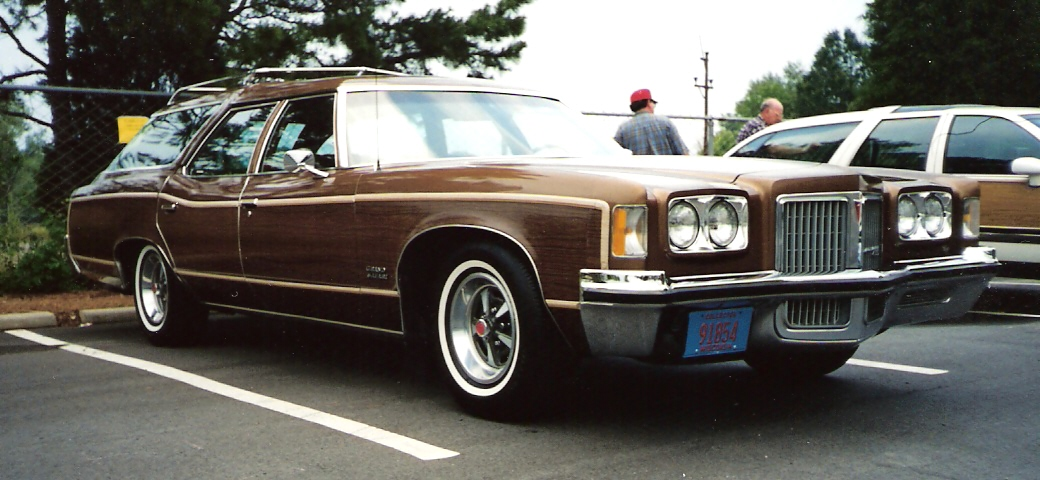
Pontiac Grand Safari (1972)
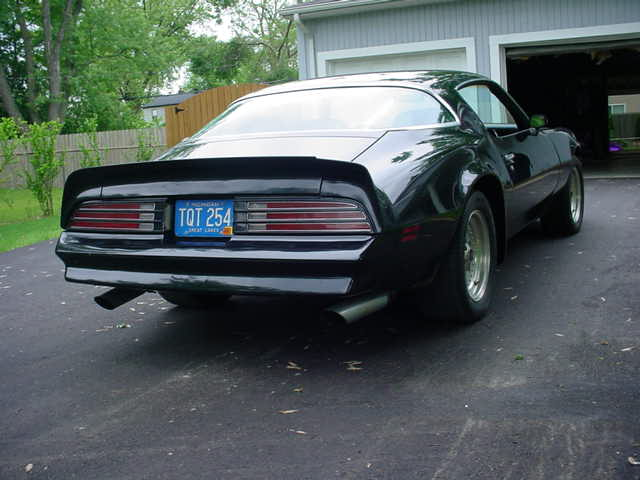
Pontiac Firebird (1978)
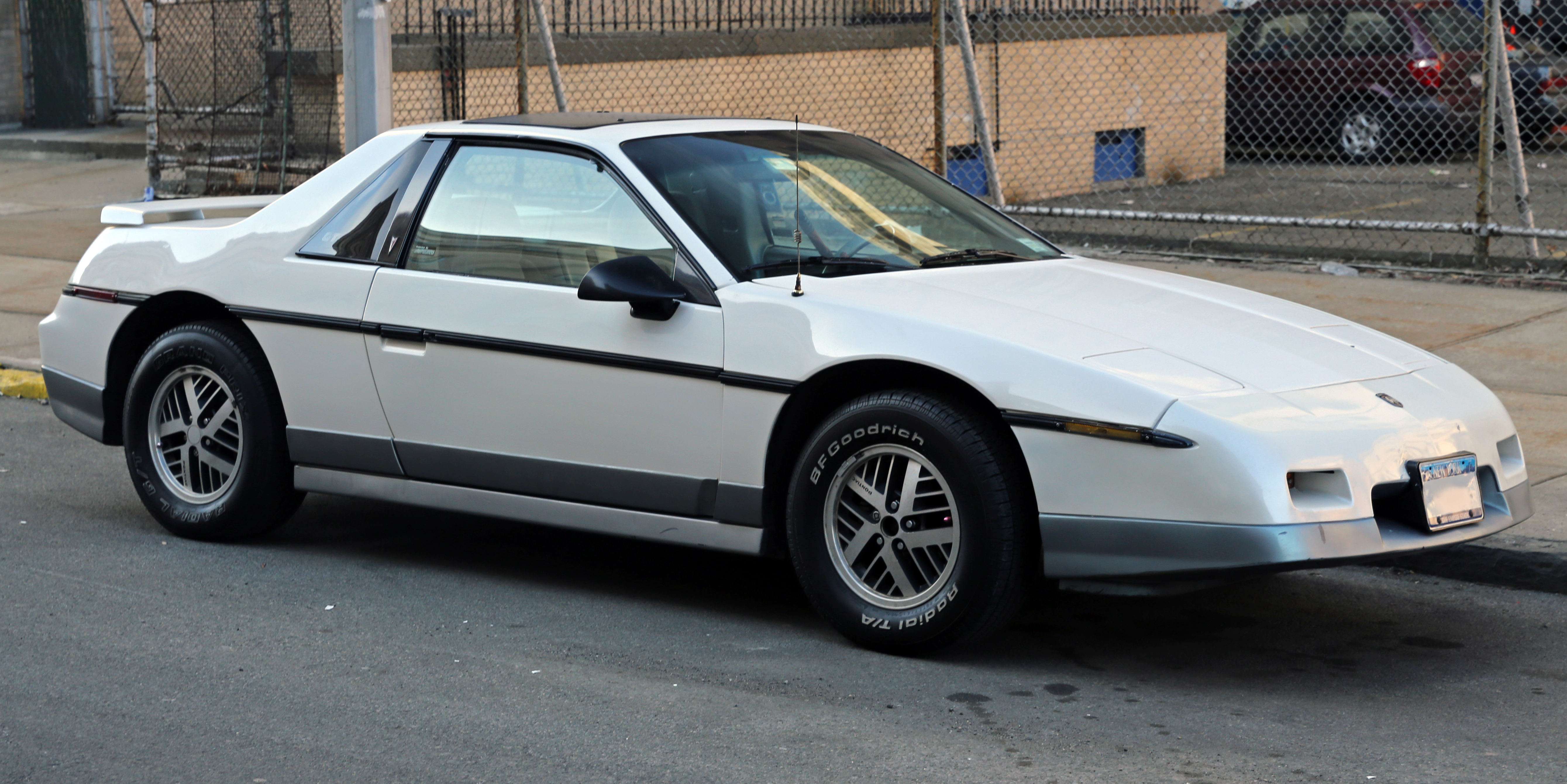
Pontiac Fiero (1985)
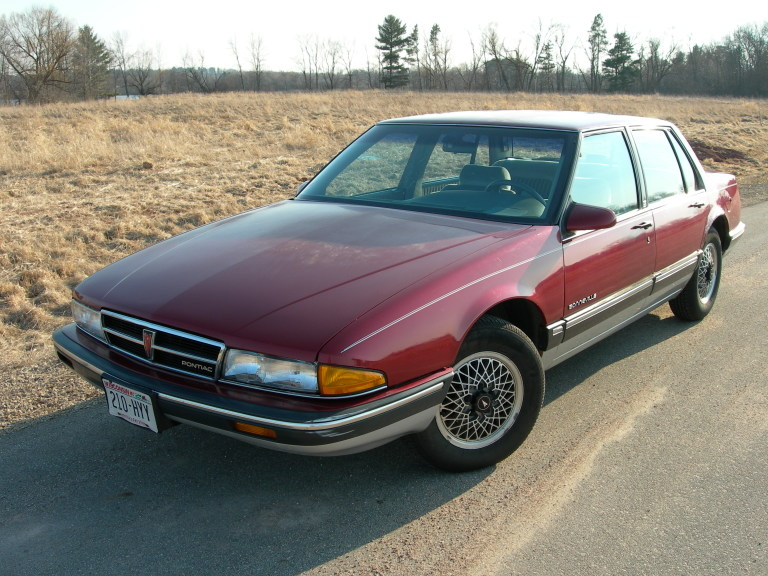
Pontiac Bonneville (1989)
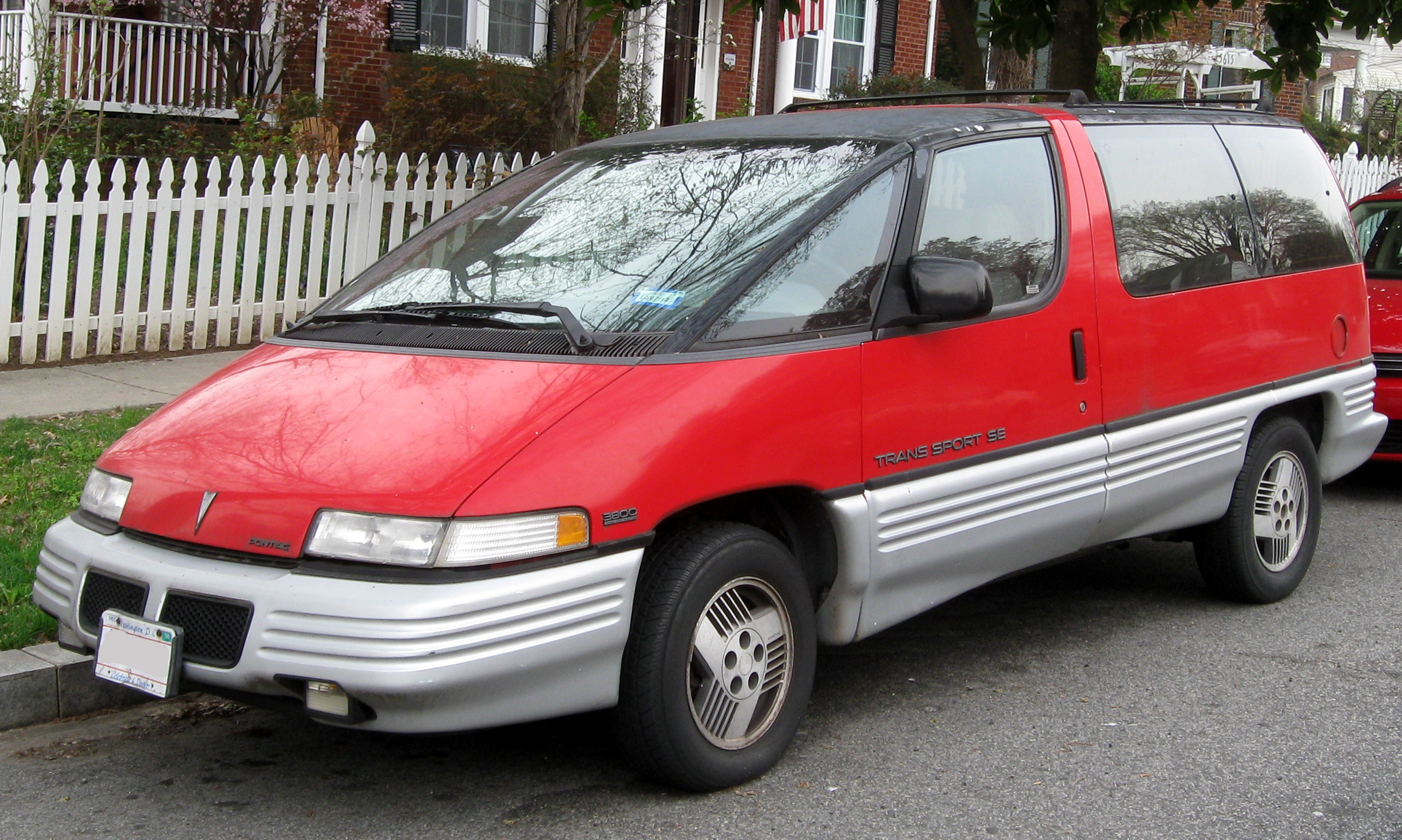
Pontiac Trans Sport (1992)
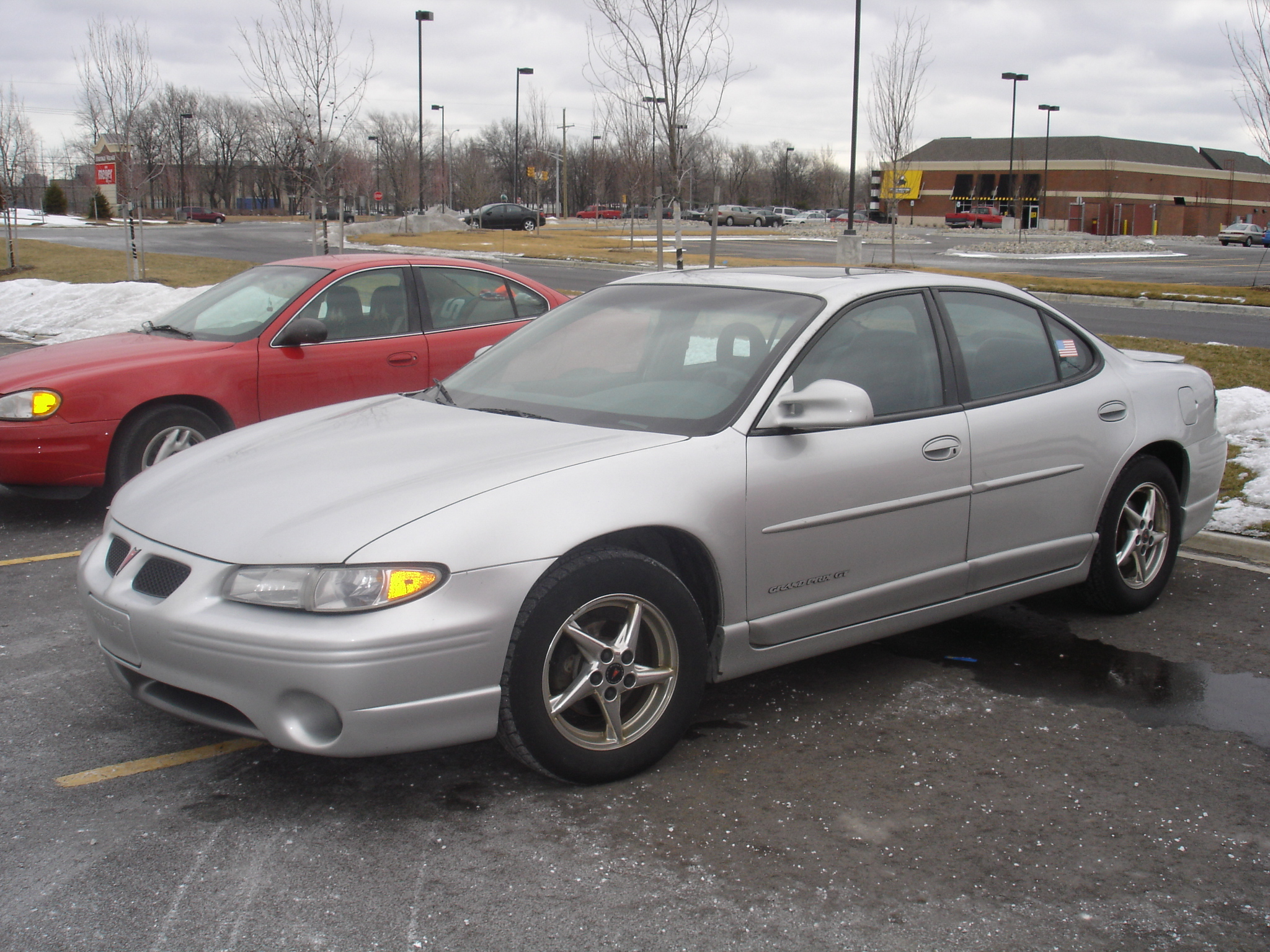
Pontiac Grand Prix (1997)
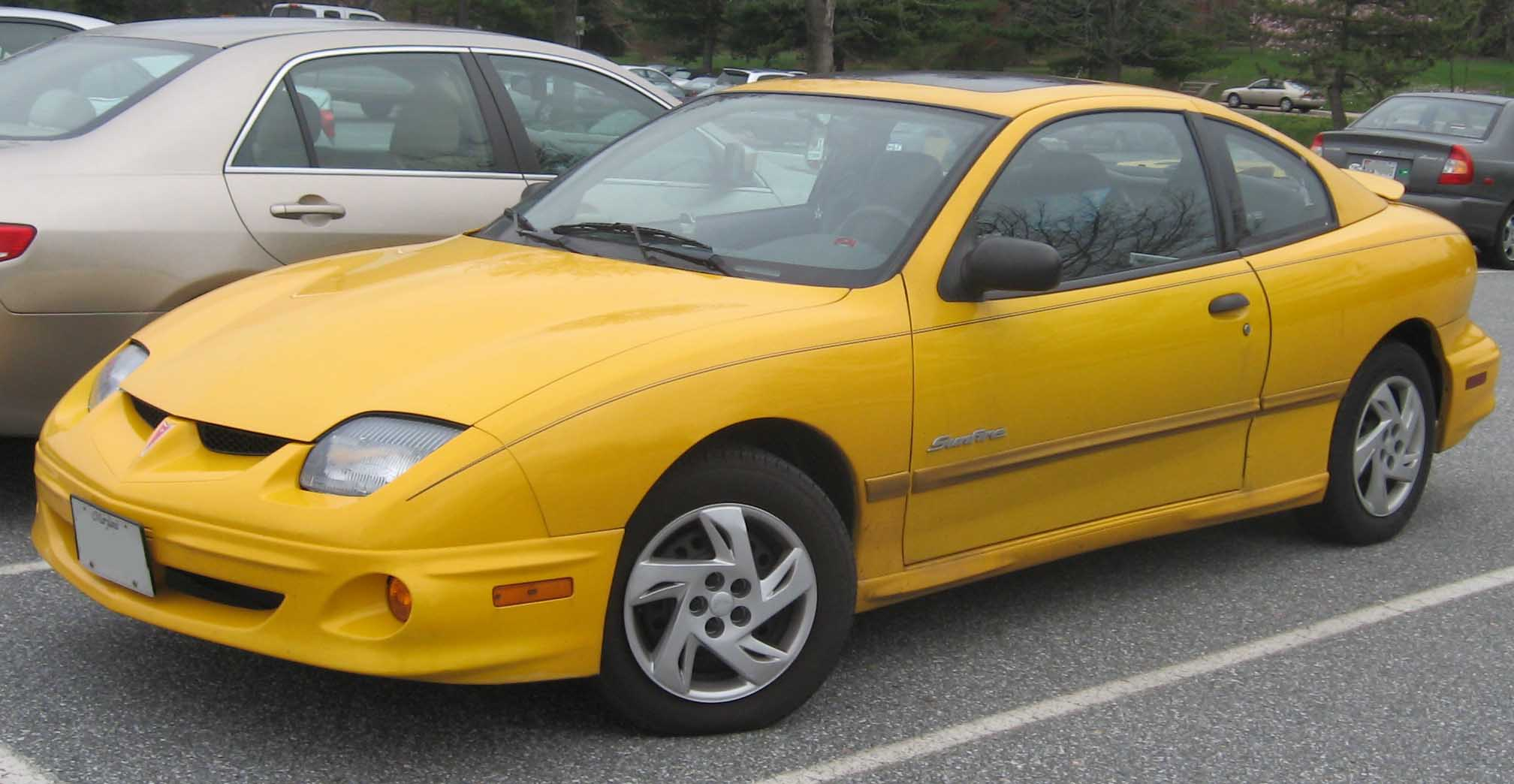
Pontiac Sunfire Coupé (2000)
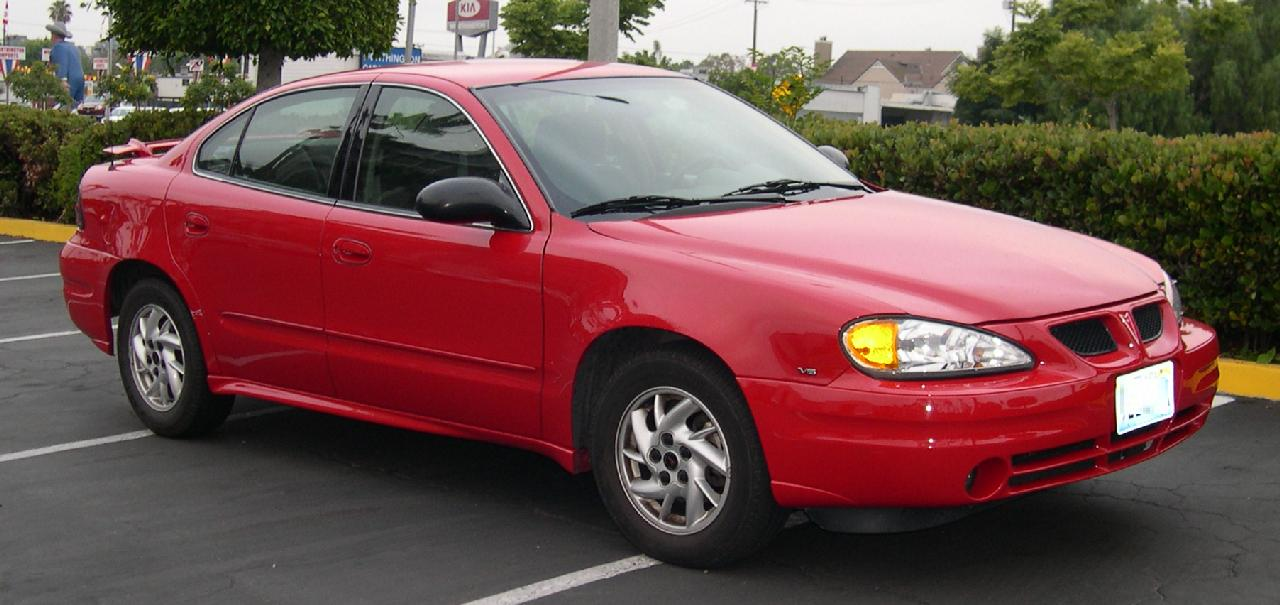
Pontiac Grand Am (2004)
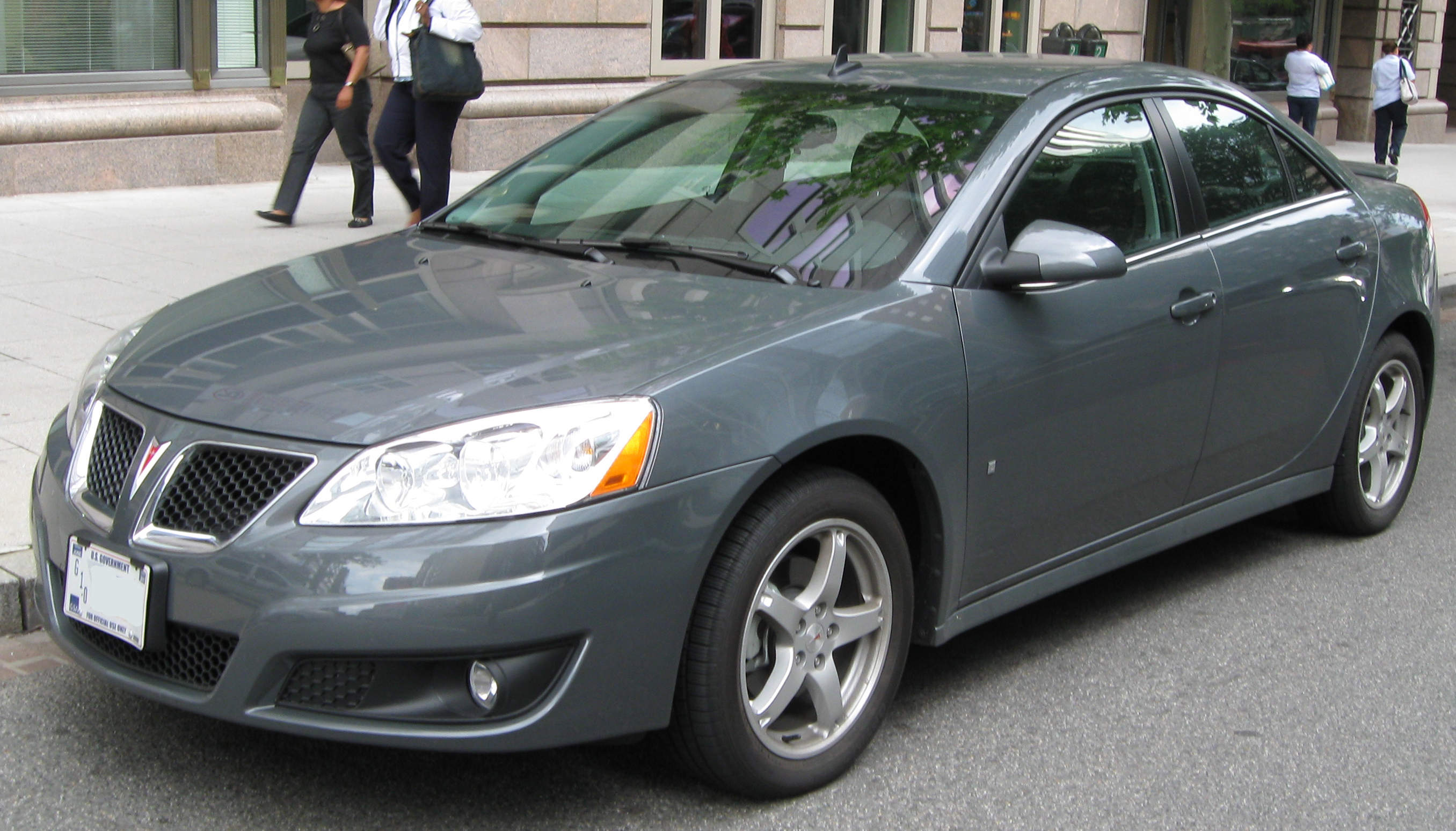
Pontiac G6 (2009)